# شیوه بلندستون
در معماری کلاسیک غربی، شیوهٔ بلندستون (انگلیسی: Giant order)، به شیوه‌ای گفته می‌شود که ستون‌ها یا ستون‌نماهای آن دو (یا چند) طبقه را در بر می‌گیرد. در عین حال، شیوه‌های کوچکتر ممکن است در رواق‌ها یا قاب‌بندی پنجره‌ها و درها، در میان طبقاتی که توسط ستون‌های بلندقامت احاطه شده‌است، به کار روند.
به این ستون‌های بلند، غول‌ستون هم گفته شده و این شیوه از معماری «شیوه غول‌ستون» (colossal order) نیز گفته‌اند.
بلندستون‌ها به صورت شیوه معماری در دوران باستان اروپا ناشناخته بودند، اگرچه اکثر ساختمان‌های باستانی که از شیوه‌های رسمی بهره می‌بردند فاقد طبقات فوقانی بودند. تا حدی ساختمان‌هایی با ستون‌های غول‌آسا شبیه معبد رومی هستند که بعد از دوران باستان برای مصارف دیگر تطبیق یافته‌اند، همان‌طور که بسیاری از این ساختمان‌ها بعدها تغییر کاربری داده‌اند.

## در معماری رنسانس و هنرهای زیبا

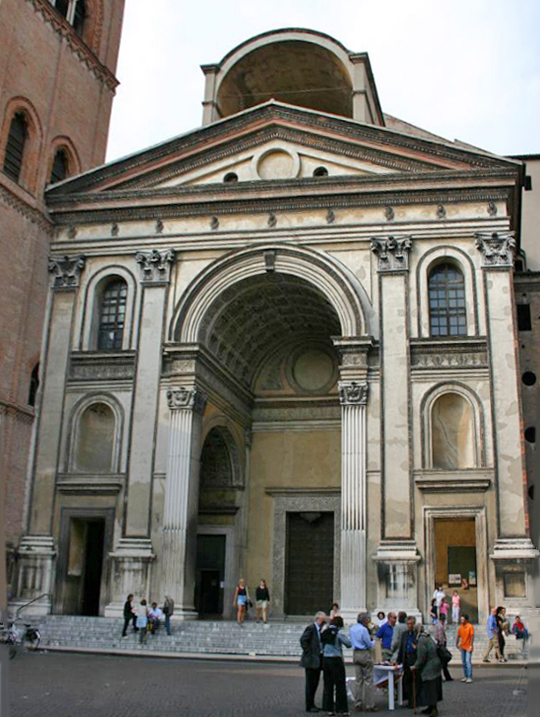
نمای کلیسای سن آندره‌آ، مانتوآ

یکی از اولین استفاده‌های این ویژگی در دوره رنسانس، مربوط به کلیسای سنت آندره‌آ در مانتوآ بود که توسط لئون باتیستا آلبرتی طراحی شد و ساخت آن در سال ۱۴۷۲ آغاز شد. این بنا در نمای کلیسایش، طاق نصرت رومی را تطبیق داده بود. به نظر می‌رسد که بر اساس طراحی‌های رافائل برای میدانگاه خود در رم و در جزیره‌ای بزرگ، تمام نماها می‌بایست با بلندستون‌ها، در حداقل دو طبقه تا ارتفاع کامل طبقه دوم (اشکوب اصلی)، پوشیده می‌شدند. مشخصه‌ای باشکوه و بی‌سابقه در طراحی کاخ خصوصی». ظاهراً این بخش از طراحی در دو سال قبل از مرگ او در سال ۱۵۲۰ انجام شده بود که باعث شد ساختمان شروع نشده باقی بماند. این ویژگی بعدها توسط میکل‌آنژ در کاخ‌های تپه کاپیتولین در رم (۱۵۶۴–۱۵۶۸) توسعه بیشتری پیدا کرد. او ستون‌های بلند از شیوه کورینتی را با ستون‌های کوچک از شیوه ایونی که پنجره‌های طبقه بالایی را قاب می‌کردند و در دو طرف ورودی رواق در طبقه پایین قرار داشتند، ترکیب کرد.
بلندستون‌ها به یکی از ویژگی‌های اصلی معماری تکلف‌گرایی اواخر سده شانزدهم و سبک باروک تبدیل شد. استفاده آندرا پالادیو از آن باعث گسترش استفاده از این ویژگی در قرن هفدهم در جنبشی معروف به معماری پالادیویی شد.
این سبک همچنان در معماری هنرهای زیبای ۱۹۲۰–۱۸۸۰ مورد استفاده قرار می‌گرفت. برای نمونه، ساختمان جیمز ای. فارلی در نیویورک، مدعی داشتن بزرگ‌ترین رواق ستون‌دار کورینتی غول‌آسا در جهان است.

## نگارخانه

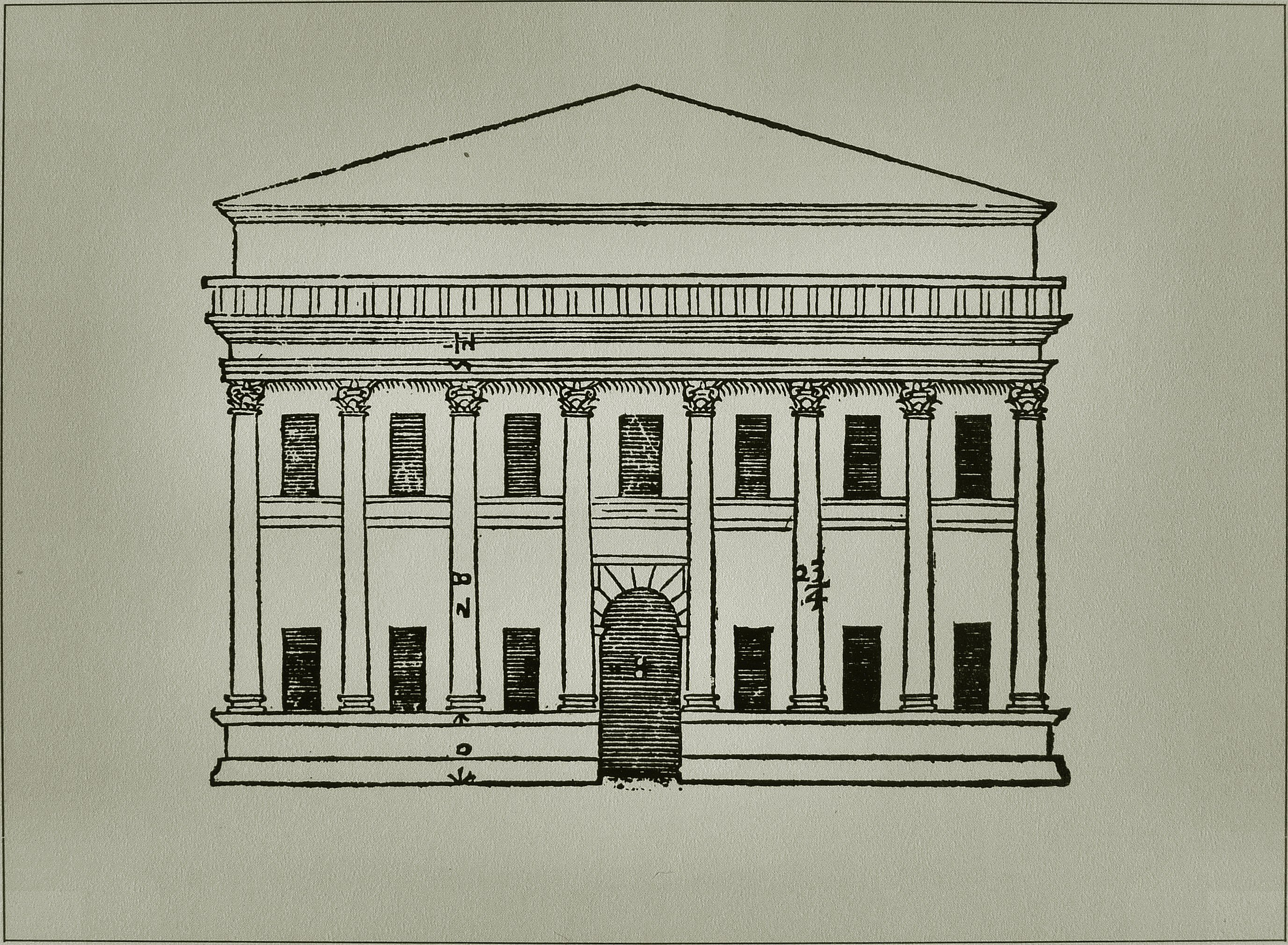
نمای جلویی میدان بارباران دا پورتو با بلندستون،  برگرفته از «چهار کتاب معماری» (۱۵۷۰).
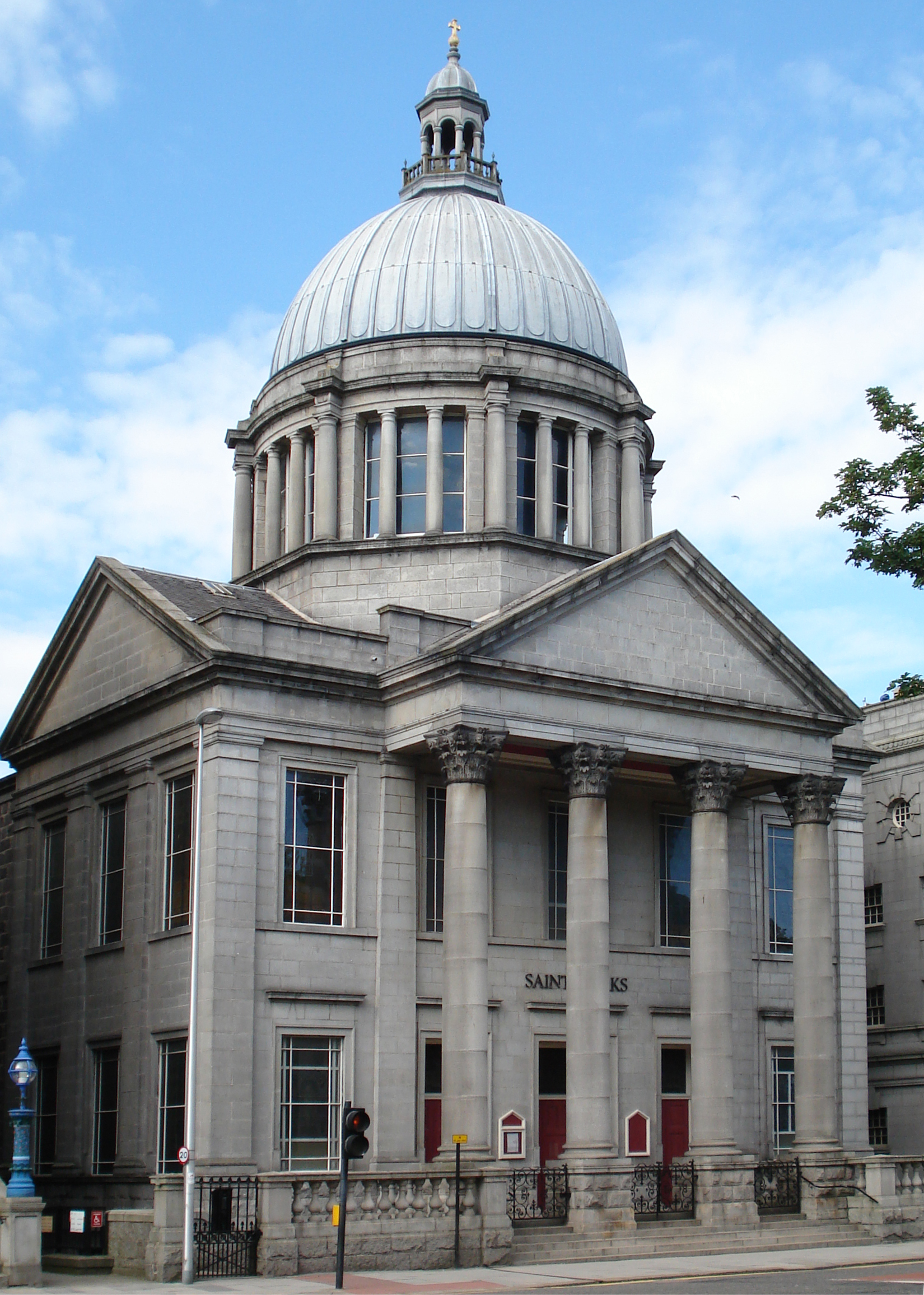
کلیسا سنت مارک در آبردین.
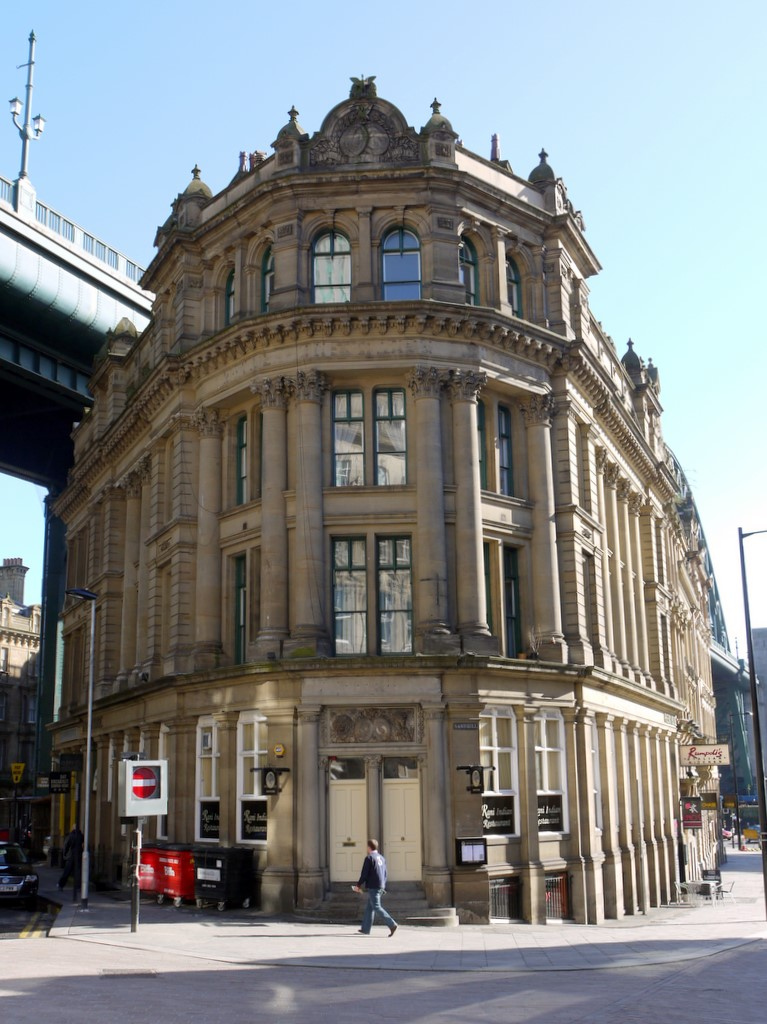
ستون‌های غول‌آسای دوتایی در فینیکس هاوس، سندهیل، نیوکاسل.
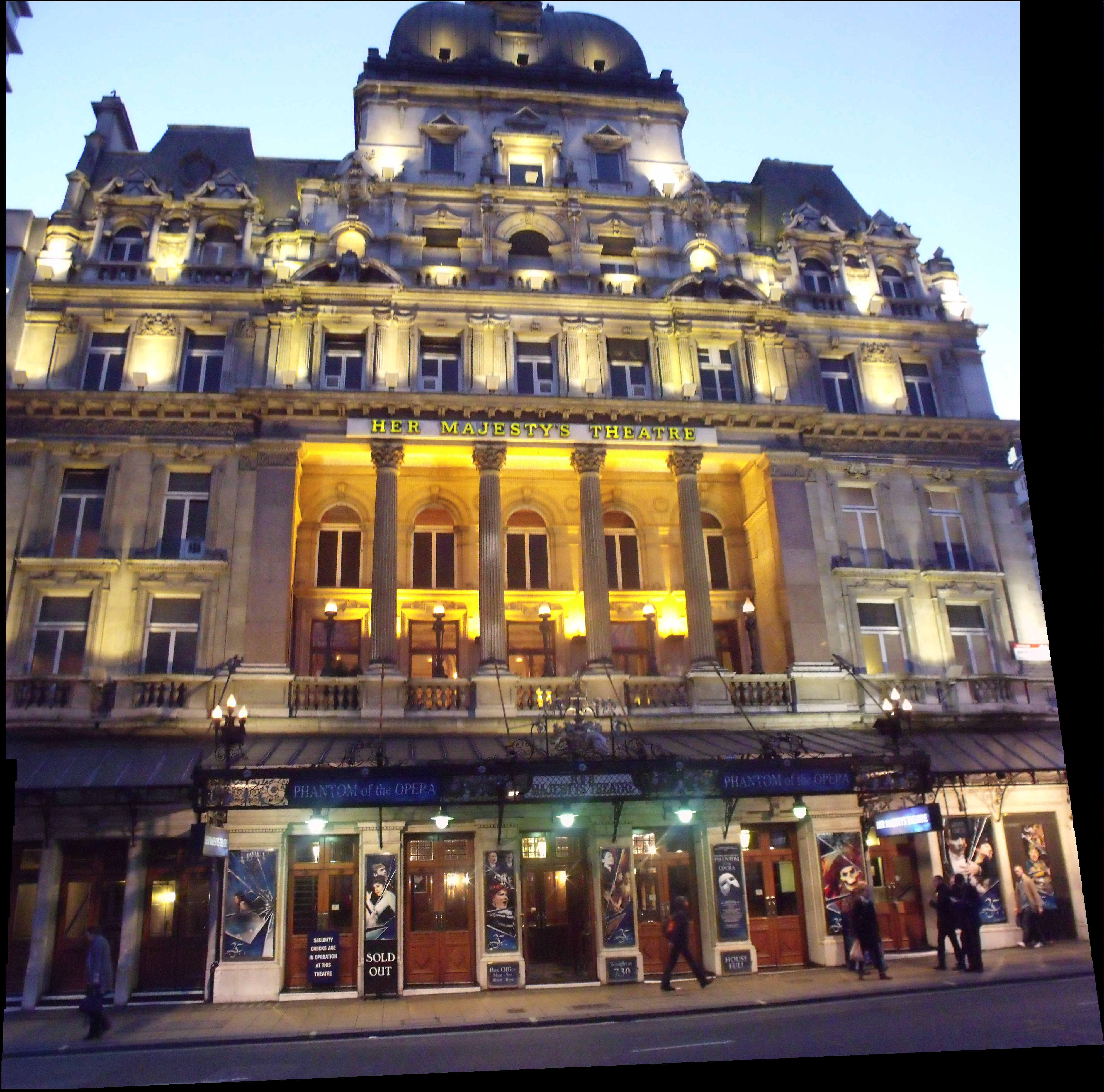
تئاتر در هایمارکت، لندن.